# Station Gørløse
Station Gørløse is een station in Gørløse in de gemeente Hillerød ten noorden van de Deense hoofdstad Kopenhagen. Het station werd geopend in 1950 toen de spoorlijn van Hillerød naar Hundested werd verlegd naar een nieuwe route.